# 緑色硫黄細菌
緑色硫黄細菌（りょくしょくいおうさいきん）は緑褐色を呈し酸素非発生型光合成を行う光合成細菌の一群で、電子供与体として硫化水素などの硫黄を利用するものである。分類学上はクロロビウム科（Chlorobiaceae）をあてるが、16S_rRNA系統解析に基づく原核生物の分類によれば、緑色硫黄細菌とイグナウィバクテリウム綱(Ignavibacteria)で、クロロビウム門（Chlorobi）を構成する。

## 特徴
形状は球菌、桿菌、らせん形などであるが、普通は不動性で、鞭毛を持つものが1種あるのみである。絶対嫌気性で、分子状窒素固定能がある光合成独立栄養生物。
生育には光を必要とするが、興味深い例として太平洋のメキシコ沖深さ2500mのブラックスモーカーの近くで緑色硫黄細菌が見付かったことがある。この深さには太陽光は届かないため、熱水孔の放つほのかな光に依存して生活している。
電子供与体として主に硫化物イオン（S2-）を利用しているため、光合成によってそれが酸化されて細胞外に単体の硫黄粒が生じる。この硫黄粒はさらに酸化されて硫酸を生じる場合もある。
光化学反応中心は鉄硫黄型で、酸素発生型光合成における光化学系Iと類似している。反応中心色素はバクテリオクロロフィル a だが、補助色素としてクロロソームと呼ばれる光捕集系にバクテリオクロロフィル c、d、e が含まれている。

## モデル生物
光合成細菌としては比較的古くから研究されており、特に鉄硫黄型反応中心のモデル生物として利用されることが多い。Chlorobaculum tepidum（旧称Chlorobium tepidum）は比較的成育速度が早いため90年代辺りから良く利用されている。C. tepidum はゲノムプロジェクトが終了し、分子生物学的な解析が進められている。ただし、 C. tepidum は抗生物質カナマイシンやストレプトマイシン、スペクチノマイシンに対して耐性を持ちやすいので、変異体を作製する際にはストレプトマイシンとスペクチノマイシンのセットやゲンタマイシン、クロラムフェニコールを用いるのが良い。

## 光化学系
光化学反応中心コアは Psc A のホモダイマーで P840 を初発電子供与体として持ち、サブユニットあたり約40分子のバクテリオクロロフィル a を光捕集系として持つ。その他の光化学反応中心を構成するサブユニットとしては Psc B(FAFB)、Psc C(ヘム結合タンパク)、Psc D(機能不明)が有る。

## FMO タンパク
クロロソームと光化学反応中心の間に存在する色素タンパク複合体である。名前はFenna-Matthews-Olsonの頭文字をとっている。光化学反応中心あたり6分子存在しそれぞれ3分子でユニットになっている。ひとつの分子には7分子のバクテリオクロロフィル a が結合している。
また膜結合型色素タンパク質としては初めて結晶構造解析が行われた事でも知られている。
発見当初は色素たんぱく質であることから光捕集系として機能していると考えられたが、存在位置関係からあまり光捕集系としては期待されていない。また、クロロソームから光化学反応中心への光エネルギー伝達を効率的に行うために存在するのでは無いかと考えられたが、伝達効率があまり高くないという研究結果もある。

## クロロソーム
バクテリオクロロフィル c 等が会合して棒状になったものを多数内包する脂質一重膜の組織。包膜である脂質一重膜にはいくつかのタンパク質が存在しクロロソームの形状維持等に関与している。
緑色非硫黄細菌も同名のクロロソームを光捕集系として持つが、サイズや構成タンパク質に違いが有る。

## 分類
分子系統解析の結果に基づき属が組み替えられた種が多くある。大きな変化として、Chlorobium属の一部がChlorobaculum属に分割されたことと、Pelodictyon属がChlorobium属に埋没することが挙げられる。